# Ctenochira gillettei
Ctenochira gillettei är en stekelart som först beskrevs av Davis 1897.  Ctenochira gillettei ingår i släktet Ctenochira och familjen brokparasitsteklar. Inga underarter finns listade i Catalogue of Life.